# 1659
Il 1659 (MDCLIX in numeri romani) è un anno  del XVII secolo.

## Eventi
- Fine della costruzione della basilica di San Petronio di Bologna.
- La via del Traditore, stradella tra via Larga e via Ginori a Firenze, viene incorporata nel Palazzo Medici Riccardi.
- 6 novembre: Terremoto del 1659 che colpisce la Calabria con epicentro tra Sant'Eufemia e Squillace.
- 7 novembre – Pace dei Pirenei fra Spagna e Francia. La Catalogna del Nord diviene dominio Francese.
- 18 novembre: viene rappresentata a Parigi la prima commedia di successo di Molière, Le preziose ridicole.

## Nati

### Gennaio
- 9 gennaio - Jacopo Pilarino, medico e diplomatico greco († 1718)
- 13 gennaio - Johann Arnold Nering, architetto tedesco († 1695)
- 16 gennaio - Anna Adelaide di Fürstenberg-Heiligenberg, principessa tedesca († 1701)
- 17 gennaio - Antonio Veracini, compositore e violinista italiano († 1733)
- 18 gennaio - Damaris Cudworth Masham, filosofa inglese († 1708)
- 21 gennaio - Adriaen van der Werff, pittore olandese († 1722)
- 28 gennaio - Giovanni Battista Quadrio, architetto italiano († 1722)

### Febbraio
- 1º febbraio - Jacob Roggeveen, navigatore olandese († 1729)
- 14 febbraio - Teodoro Eustachio del Palatinato-Sulzbach, conte († 1732)
- 20 febbraio - Nicola Gaetano Spinola, cardinale e arcivescovo cattolico italiano († 1735)
- 21 febbraio - Carlo Sernicola, teologo, poeta e oratore italiano († 1721)
- 22 febbraio - Giuseppe Antonio Patrignani, gesuita, poeta e drammaturgo italiano († 1733)
- 27 febbraio - William Sherard, botanico inglese († 1728)

### Marzo
- 4 marzo - Pierre Le Pautre, scultore francese († 1744)
- 27 marzo - Thomas Bartholin il Giovane, antiquario danese († 1690)
- 27 marzo - Francisco Antonio de Borja-Centelles y Ponce de Léon, cardinale e arcivescovo cattolico spagnolo († 1702)

### Aprile
- 3 aprile - Francesco Maurizio Gonteri, arcivescovo cattolico e politico italiano († 1742)
- 7 aprile - Dionisio Andrea Sancassani, medico e chirurgo italiano († 1738)
- 8 aprile - Giovanni Paolo Castelli, pittore italiano
- 15 aprile - Adam Ludwig Lewenhaupt, generale svedese († 1719)
- 29 aprile - Sophia Elisabet Brenner, poetessa e letterata svedese († 1730)

### Maggio
- 3 maggio - Nicolas Bailly, pittore francese († 1736)

### Giugno
- 1º giugno - Pietro Mellarède de Bettonet, politico e diplomatico italiano († 1730)
- 1º giugno - Cristiana di Sassonia-Merseburg, principessa tedesca († 1679)
- 2 giugno - Johann Leopold von Trautson, nobile e politico austriaco († 1724)
- 5 giugno - Volfango Giorgio Federico del Palatinato-Neuburg, principe († 1683)
- 8 giugno - Justus van Huysum I, pittore e disegnatore olandese († 1716)
- 11 giugno - Yamamoto Tsunetomo, militare e filosofo giapponese († 1719)
- 14 giugno - Carl Raab, marinaio e militare svedese († 1724)
- 15 giugno - Claude de Ramezay, funzionario francese († 1724)
- 17 giugno - Faustino Bocchi, pittore italiano († 1741)

### Luglio
- 6 luglio - Alberto Volfango di Hohenlohe-Langenburg, nobile († 1715)
- 7 luglio - Joseph-Emmanuel de La Trémoille, cardinale e arcivescovo cattolico francese († 1720)
- 9 luglio - Serafina Brunelli, monaca cristiana italiana († 1729)
- 20 luglio - Hyacinthe Rigaud, pittore francese († 1743)
- 20 luglio - Anne Wharton, poetessa e drammaturga inglese († 1685)
- 23 luglio - Antonius Schulting, giurista danese († 1734)
- 25 luglio - Hermann Jakob Czernin von und zu Chudenitz, nobile e diplomatico boemo († 1710)
- 28 luglio - Charles Ancillon, scrittore francese († 1715)

### Agosto
- 10 agosto - Sybrandus van Noordt, compositore, clavicembalista e organista olandese († 1705)
- 20 agosto - Henry Every, pirata inglese
- 26 agosto - Andrea Fantoni, scultore italiano († 1734)

### Settembre
- 1º settembre - Domenico Egidio Rossi, architetto italiano († 1715)
- 9 settembre - Maria Vittoria Gonzaga, nobile italiana († 1707)
- 10 settembre - Henry Purcell, compositore inglese († 1695)
- 14 settembre - Agnese Dolci, pittrice italiana († 1689)

### Ottobre
- 18 ottobre - Niccolò Amenta, letterato e drammaturgo italiano († 1719)
- 18 ottobre - Hilaire-Bernard de Longepierre, drammaturgo francese († 1731)
- 22 ottobre - Georg Ernst Stahl, medico, fisico e chimico tedesco († 1734)

### Novembre
- 3 novembre - Huibin Jang, regina coreana († 1701)
- 19 novembre - Jacques-Louis de Valon, militare e poeta francese († 1719)
- 21 novembre - Giambattista Canneti, oratore, poeta e religioso italiano († 1730)

### Dicembre
- 20 dicembre - Filippo Ernesto I di Lippe-Alverdissen, nobile tedesco († 1723)
- 23 dicembre - Orazio Filippo Spada, cardinale e arcivescovo cattolico italiano († 1724)
- 31 dicembre - Giovanni Francesco Bembo, vescovo cattolico italiano († 1720)

### Senza giorno specificato
- Pieter van der Aa, editore olandese († 1733)
- Niccolò Cassana, pittore italiano († 1714)
- Cesare Antonio Fanelli, poeta italiano
- Louis Remy de la Fosse, architetto francese († 1726)
- Francesco Galli da Bibbiena, architetto italiano († 1739)
- Matteo Goffriller, liutaio italiano († 1742)
- David Gregory, matematico e astronomo scozzese († 1708)
- Gabriele Gualdo, teologo italiano († 1743)
- Giovanni Battista Lanceni, pittore e scrittore italiano († 1737)
- Sauveur Lecomte, pittore francese († 1695)
- Jean Baptiste Martin, pittore, decoratore e disegnatore francese († 1735)
- Barend van der Meer, pittore olandese
- Hortensia von Moos, scrittrice svizzera († 1715)
- Augustin Nadal, drammaturgo, poeta e giornalista francese († 1741)
- Tommaso Maria Napoli, religioso, architetto e ingegnere italiano († 1725)
- Peregrine Osborne, II duca di Leeds, politico e ufficiale inglese († 1729)
- Carlo Pignatelli, vescovo cattolico italiano († 1730)
- Francesco Antonio Pistocchi, compositore, contraltista e librettista italiano († 1726)
- Sebastiano Ricci, pittore italiano († 1734)
- Giacomo Giacinto Serry, teologo francese († 1738)
- Francesco Maria Spinola, nobile e militare italiano († 1727)
- Lawrence Washington, militare e politico statunitense († 1698)

## Morti

### Gennaio
- 4 gennaio - Enrico II di Savoia-Nemours, nobile e arcivescovo cattolico francese (n. 1625)
- 15 gennaio - Giuliana d'Assia-Darmstadt, nobile (n. 1606)
- 20 gennaio - Marcantonio V Colonna, nobile italiano (n. 1609)
- 21 gennaio - Camillo Melzi, cardinale e arcivescovo cattolico italiano (n. 1590)
- 31 gennaio - János Apáczai Csere, matematico ungherese (n. 1625)

### Febbraio
- 11 febbraio - Guillaume Colletet, poeta francese (n. 1598)
- 12 febbraio - Maddalena Sibilla di Hohenzollern, nobildonna (n. 1586)
- 15 febbraio - John Arrowsmith, teologo inglese (n. 1602)
- 17 febbraio - Valerio Castello, pittore italiano (n. 1624)
- 17 febbraio - Abel Servien, politico, diplomatico e nobile francese (n. 1593)
- 24 febbraio - Johan Rode, medico e umanista danese (n. 1587)
- 25 febbraio - Willem Drost, pittore olandese (n. 1633)
- 26 febbraio - Fabrizio Savelli, cardinale italiano (n. 1607)
- 28 febbraio - Jean Morin, religioso, teologo e predicatore francese (n. 1591)

### Marzo
- 9 marzo - Prospero Bonarelli della Rovere, drammaturgo e diplomatico italiano (n. 1582)
- 9 marzo - Deodato Scaglia, vescovo cattolico italiano (n. 1592)
- 29 marzo - Juan Bautista de Lezana, religioso e teologo spagnolo (n. 1586)

### Aprile
- 4 aprile - Giovanni Girolamo Lomellini, cardinale italiano (n. 1607)
- 7 aprile - Luigi Capponi, cardinale, arcivescovo cattolico e bibliotecario italiano (n. 1583)
- 15 aprile - Simon Dach, scrittore e poeta tedesco (n. 1605)
- 27 aprile - Giulio Cesare Begni, pittore italiano (n. 1579)
- 29 aprile - Louis de Sainte-Marthe, storico e umanista francese (n. 1571)

### Maggio
- 6 maggio - Anna Eleonora d'Assia-Darmstadt, nobile (n. 1601)
- 29 maggio - Robert Rich, III conte di Warwick, conte britannico (n. 1611)
- 29 maggio - Christopher Wren, presbitero inglese (n. 1589)

### Giugno
- 5 giugno - Sharif ibn Ali, sultano marocchino (n. 1589)
- 6 giugno - Nadira Banu Begum, principessa indiana (n. 1618)
- 23 giugno - Giovanni Dolfin, vescovo cattolico italiano (n. 1589)
- 26 giugno - García Sarmiento de Sotomayor,  spagnolo
- 29 giugno - Alfonso Mendes, patriarca cattolico e gesuita portoghese (n. 1579)

### Luglio
- 26 luglio - Mary Frith, criminale inglese

### Agosto
- 4 agosto - Ikoma Ienaga, militare giapponese (n. 1611)
- 4 agosto - Ikoma Takatoshi, militare giapponese (n. 1611)
- 8 agosto - Filippo Spinola, generale, politico e nobile italiano (n. 1594)
- 10 agosto - Federico III di Holstein-Gottorp, duca (n. 1597)
- 10 agosto - Eleonora Ramirez de Montalvo, educatrice italiana (n. 1602)
- 14 agosto - Prospero Caffarelli, cardinale italiano (n. 1593)
- 20 agosto - Dorothy Percy, nobile inglese (n. 1598)
- 22 agosto - Michał Boym, missionario polacco (n. 1612)

### Settembre
- 5 settembre - Pieter de Carpentier, politico olandese (n. 1586)
- 8 settembre - Federico V di Baden-Durlach, nobile tedesco (n. 1594)
- 20 settembre - Simone Rau e Requesens, vescovo cattolico e poeta italiano (n. 1609)
- 30 settembre - Giovanni Pesaro, doge (n. 1589)

### Ottobre
- 1º ottobre - Juan de Palafox y Mendoza, vescovo cattolico spagnolo (n. 1600)
- 3 ottobre - Teramo Castelli, presbitero, missionario e disegnatore italiano (n. 1597)
- 6 ottobre - Ignazio Lupi, presbitero e teologo italiano (n. 1585)
- 10 ottobre - Abel Tasman, navigatore, esploratore e cartografo olandese (n. 1603)
- 27 ottobre - Giovanni Francesco Busenello, librettista e poeta italiano (n. 1598)
- 31 ottobre - John Bradshaw, magistrato e politico inglese (n. 1602)
- 31 ottobre - Giovanni Battista Stefaneschi, pittore e presbitero italiano (n. 1582)

### Novembre
- 17 novembre - Baldassarre Bonifacio, scrittore, poeta e vescovo cattolico italiano (n. 1585)
- 17 novembre - Giovanni Pietro Puricelli, presbitero e storico italiano (n. 1589)
- 19 novembre - William Lamport, avventuriero irlandese (n. 1611)

### Dicembre
- 3 dicembre - Gabriele II di Costantinopoli, arcivescovo ortodosso greco
- 7 dicembre - Ralph Brownrigg, vescovo anglicano inglese (n. 1592)
- 19 dicembre - Anna Sofia di Brandeburgo, nobile (n. 1598)
- 31 dicembre - Alano di Solminihac, vescovo cattolico francese (n. 1593)

### Senza giorno specificato
- Ahmad al-Abbas, sultano marocchino
- Sten Adamsen, pittore danese
- Schelte à Bolswert, incisore olandese (n. 1586)
- Giovanni Andrea Coppola, pittore italiano (n. 1597)
- Luigi Cusani, III marchese di Ponte, nobile e politico italiano (n. 1592)
- Francisco De Rioja, poeta spagnolo (n. 1583)
- Paolo Del Buono, scienziato italiano (n. 1625)
- Giovanni Battista da Dovara, arcivescovo cattolico italiano (n. 1590)
- Jacques Fouquier, pittore fiammingo
- Filippo Gagliardi, pittore e architetto italiano
- Alfonso Gonzaga, condottiero italiano (n. 1596)
- Camillo Gonzaga, condottiero italiano (n. 1600)
- Anne Greene,  britannica (n. 1628)
- Charles Herle, teologo e religioso inglese (n. 1598)
- Ii Naotaka, militare giapponese (n. 1590)
- Joannicus II di Costantinopoli, arcivescovo ortodosso greco
- Katakura Shigenaga, militare giapponese (n. 1585)
- Ferdinand Sigismund Kurz von Senftenau, politico tedesco (n. 1592)
- Abdul Hamid Lahori, storico e viaggiatore indiano
- Giovanni Martinelli, pittore italiano (n. 1600)
- Henry Percy, barone Percy di Alnwick, nobile, politico e generale inglese
- Matteo Sacchetti, I marchese di Castel Rigattini, nobile italiano (n. 1593)
- Dara Shikoh, scrittore persiano (n. 1615)
- Peter Verpoorten, scultore fiammingo
- Francesco Vignali, compositore e organista italiano (n. 1609)
- Frans Wouters, pittore fiammingo (n. 1612)
- Paolo Zacchia, medico italiano (n. 1584)
- Fabio de Lagonissa, patriarca cattolico italiano
- Gazi Hüseyin Pascià, politico e militare ottomano

## Calendario
| Calendario 1659 | Calendario 1659 | Calendario 1659 | Calendario 1659 | Calendario 1659 | Calendario 1659 | Calendario 1659 | Calendario 1659 | Calendario 1659 | Calendario 1659 | Calendario 1659 | Calendario 1659 | Calendario 1659 | Calendario 1659 | Calendario 1659 | Calendario 1659 | Calendario 1659 | Calendario 1659 | Calendario 1659 | Calendario 1659 | Calendario 1659 | Calendario 1659 | Calendario 1659 | Calendario 1659 | Calendario 1659 | Calendario 1659 | Calendario 1659 | Calendario 1659 | Calendario 1659 | Calendario 1659 | Calendario 1659 | Calendario 1659 | Calendario 1659 |
| --------------- | --------------- | --------------- | --------------- | --------------- | --------------- | --------------- | --------------- | --------------- | --------------- | --------------- | --------------- | --------------- | --------------- | --------------- | --------------- | --------------- | --------------- | --------------- | --------------- | --------------- | --------------- | --------------- | --------------- | --------------- | --------------- | --------------- | --------------- | --------------- | --------------- | --------------- | --------------- | --------------- |
|                 | 1               | 2               | 3               | 4               | 5               | 6               | 7               | 8               | 9               | 10              | 11              | 12              | 13              | 14              | 15              | 16              | 17              | 18              | 19              | 20              | 21              | 22              | 23              | 24              | 25              | 26              | 27              | 28              | 29              | 30              | 31              |                 |
| Gennaio         | Me              | Gi              | Ve              | Sa              | Do              | Lu              | Ma              | Me              | Gi              | Ve              | Sa              | Do              | Lu              | Ma              | Me              | Gi              | Ve              | Sa              | Do              | Lu              | Ma              | Me              | Gi              | Ve              | Sa              | Do              | Lu              | Ma              | Me              | Gi              | Ve              |                 |
| Febbraio        | Sa              | Do              | Lu              | Ma              | Me              | Gi              | Ve              | Sa              | Do              | Lu              | Ma              | Me              | Gi              | Ve              | Sa              | Do              | Lu              | Ma              | Me              | Gi              | Ve              | Sa              | Do              | Lu              | Ma              | Me              | Gi              | Ve              |                 |                 |                 |                 |
| Marzo           | Sa              | Do              | Lu              | Ma              | Me              | Gi              | Ve              | Sa              | Do              | Lu              | Ma              | Me              | Gi              | Ve              | Sa              | Do              | Lu              | Ma              | Me              | Gi              | Ve              | Sa              | Do              | Lu              | Ma              | Me              | Gi              | Ve              | Sa              | Do              | Lu              |                 |
| Aprile          | Ma              | Me              | Gi              | Ve              | Sa              | Do              | Lu              | Ma              | Me              | Gi              | Ve              | Sa              | Do              | Lu              | Ma              | Me              | Gi              | Ve              | Sa              | Do              | Lu              | Ma              | Me              | Gi              | Ve              | Sa              | Do              | Lu              | Ma              | Me              |                 |                 |
| Maggio          | Gi              | Ve              | Sa              | Do              | Lu              | Ma              | Me              | Gi              | Ve              | Sa              | Do              | Lu              | Ma              | Me              | Gi              | Ve              | Sa              | Do              | Lu              | Ma              | Me              | Gi              | Ve              | Sa              | Do              | Lu              | Ma              | Me              | Gi              | Ve              | Sa              |                 |
| Giugno          | Do              | Lu              | Ma              | Me              | Gi              | Ve              | Sa              | Do              | Lu              | Ma              | Me              | Gi              | Ve              | Sa              | Do              | Lu              | Ma              | Me              | Gi              | Ve              | Sa              | Do              | Lu              | Ma              | Me              | Gi              | Ve              | Sa              | Do              | Lu              |                 |                 |
| Luglio          | Ma              | Me              | Gi              | Ve              | Sa              | Do              | Lu              | Ma              | Me              | Gi              | Ve              | Sa              | Do              | Lu              | Ma              | Me              | Gi              | Ve              | Sa              | Do              | Lu              | Ma              | Me              | Gi              | Ve              | Sa              | Do              | Lu              | Ma              | Me              | Gi              |                 |
| Agosto          | Ve              | Sa              | Do              | Lu              | Ma              | Me              | Gi              | Ve              | Sa              | Do              | Lu              | Ma              | Me              | Gi              | Ve              | Sa              | Do              | Lu              | Ma              | Me              | Gi              | Ve              | Sa              | Do              | Lu              | Ma              | Me              | Gi              | Ve              | Sa              | Do              |                 |
| Settembre       | Lu              | Ma              | Me              | Gi              | Ve              | Sa              | Do              | Lu              | Ma              | Me              | Gi              | Ve              | Sa              | Do              | Lu              | Ma              | Me              | Gi              | Ve              | Sa              | Do              | Lu              | Ma              | Me              | Gi              | Ve              | Sa              | Do              | Lu              | Ma              |                 |                 |
| Ottobre         | Me              | Gi              | Ve              | Sa              | Do              | Lu              | Ma              | Me              | Gi              | Ve              | Sa              | Do              | Lu              | Ma              | Me              | Gi              | Ve              | Sa              | Do              | Lu              | Ma              | Me              | Gi              | Ve              | Sa              | Do              | Lu              | Ma              | Me              | Gi              | Ve              |                 |
| Novembre        | Sa              | Do              | Lu              | Ma              | Me              | Gi              | Ve              | Sa              | Do              | Lu              | Ma              | Me              | Gi              | Ve              | Sa              | Do              | Lu              | Ma              | Me              | Gi              | Ve              | Sa              | Do              | Lu              | Ma              | Me              | Gi              | Ve              | Sa              | Do              |                 |                 |
| Dicembre        | Lu              | Ma              | Me              | Gi              | Ve              | Sa              | Do              | Lu              | Ma              | Me              | Gi              | Ve              | Sa              | Do              | Lu              | Ma              | Me              | Gi              | Ve              | Sa              | Do              | Lu              | Ma              | Me              | Gi              | Ve              | Sa              | Do              | Lu              | Ma              | Me              |                 |